# Stjärnrams
Stjärnrams (Maianthemum stellatum) är en art i familjen sparrisväxter. Arten förekommer naturligt i Nordamerika, med odlas ibland som trädgårdsväxt i Sverige.

## Synonymer
Convallaria stellata L.
Smilacina liliacea (Greene) Wynd
Smilacina sessilifolia Nutall ex Baker
Smilacina stellata (L.) Desfontaines
Smilacina stellata f. paniculata H.St.John
Smilacina stellata var. crassa Vict.
Smilacina stellata var. sessilifolia (Nuttall ex Baker) L.F.Henderson
Smilacina stellata var. sylvatica Vict. & J.Rousseau
Smilacina stellata var. uniflora Pursh
Unifolium liliaceum Greene
Unifolium sessilifolium (Nuttall ex Baker) Greene
Unifolium stellatum (L.) Greene
Vagnera liliacea (Greene) Rydberg
Vagnera sessilifolia (Nuttall ex Baker) Greene
Vagnera stellata (L.) Morong
Vagnera stellata var. mollis Farw.